# Limnická erupce

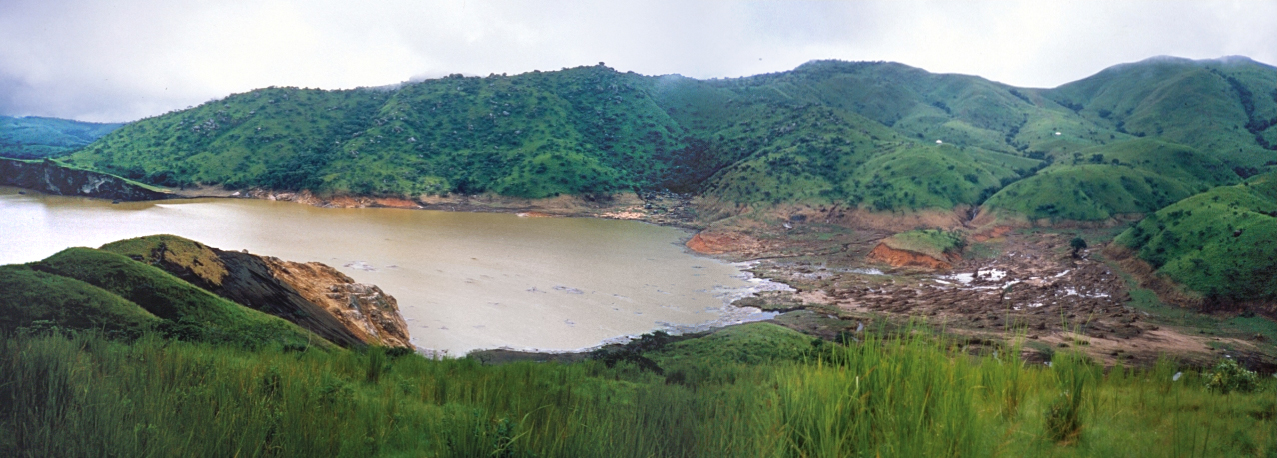
Maarové jezero Nyos 8 dní po limnické erupci, kdy se uvolnilo několik set tisíc tun CO_{2}. Břehy zároveň poškodila 25m vlna tsunami, způsobená sesuvem nebo samotným výronem plynu

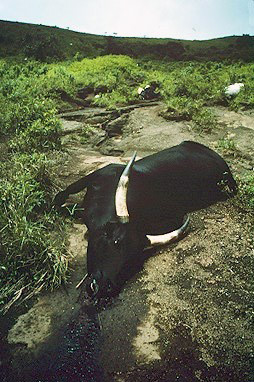
Udušený dobytek v okolí jezera Nyos.

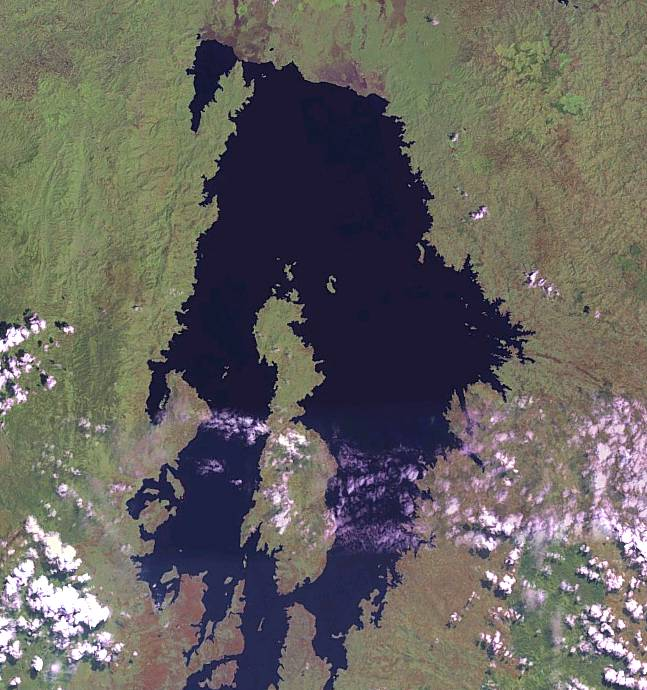
Satelitní snímek Kivu.

Limnická erupce je vzácný přírodní fenomén, kdy dojde k náhlému výronu velkého množství oxidu uhličitého z vod hlubokých jezer. Tím vzniká jedovatý oblak , který v přilehlém okolí může usmrtit zvířata i lidi. Dvě největší tragédie se odehrály v letech 1984 a 1986 v africkém Kamerunu, kde zahynulo téměř 2 tisíce obyvatel.

## Popis
Limnická erupce je projev postvulkanické činnosti. Nejedná se tak o druh sopečné erupce. Váží se na tzv. meromiktická jezera, charakteristické svou teplotní stratifikací (rozvrstvení) vodního sloupce. Teplota jednotlivých vrstev se nemůže vyrovnat a kvůli tomu se nikdy úplně nepromíchají. Představují tak protiklad dimiktickým jezerům, kde pravidelně nastává jarní a podzimní cirkulace. V případě, že meromiktické jezero leží ve vulkanické oblasti (zaplavený maar nebo kaldera), tak se do jeho vod přes dno může dostávat oxid uhličitý, který se v nich vlivem tlaku vody rozpouští. Kvůli stratifikaci se plyn hromadí ve spodních partií vodního sloupce, aniž by mu bylo umožněno dostat se do těch vyšších, kde by mohl volně uniknout do atmosféry. Čím je vodní plocha větší a hlubší, tím více CO2 může pojmout. Je-li spodní vrstva tímto plynem přesycená, stává se jezero velmi nestabilní. Tuto nestabilitu mohou snadno narušit vnější vlivy: sesuv do jezera, přísun nové vody nebo sopečná erupce. Jakmile se tak stane, dochází k okamžitému výronu obrovského množství oxidu uhličitého. Vzniká tak oblak, jenž se ihned začne šířit do okolí. Jelikož je těžší než vzduch, drží se nízko nad zemských povrchem a gravitačně stéká do nižších poloh. Nebezpečí tohoto přízemního oblaku spočívá v tom, že vytlačuje vzduch, včetně kyslíku. Zároveň je bezbarvý a bez zápachu. Jestliže lidé nebo zvířata nejsou schopní dostat se na vyvýšené místo nad úroveň nedýchatelné vrstvy, hrozí jim smrt udušením. Oblak může urazit vzdálenost i několik desítek kilometrů než se zcela rozplyne a koncentrace CO2 klesne na bezpečnou hodnotu.

## Příklady
- Nyos: nejtragičtější limnická erupce se odehrála v noci 21. srpna 1986 v africkém Kamerunu. Došlo k masivnímu odplynění jezera Nyos s rozměry 2×1,2 km a hloubkou 208 m. Celkem se uvolnilo 300 tisíc tun oxidu uhličitého, přičemž výron vyvolal na jezeru vlnu tsunami o výšce 25 m. Oblak jedovatého plynu až do vzdálenosti 27 kilometrů zabil ve spánku více než 1 700 osob a 3 tisíce kusů dobytka. Příčinou iniciace převracení vod jezera byl pravděpodobně sesuv půdy, ale spekuluje se rovněž o sopečné erupci u dna či většího přísunu dešťové vody. V roce 2001 byla na Nyosu postavena vodní pumpa k řízenému odplyňování, která čerpá jeho spodní vody na povrch. Později bylo zřízeno několik dalších. Toto opatření by mělo zcela zamezit, aby se spodní vrstva už nepřesytila a nemohlo tak dojít k další tragédii.[5][6][7]
- Monoun: dne 15. srpna 1984 došlo na jezeru Monoun v Kamerunu k limnické erupci. Jednalo se o menší výron, než u jezera Nyos, přesto oblak CO2 usmrtil 37 osob. V roce 2003 se na jezeru postavila vodní pumpa k řízenému odplyňování. Pozdější výzkum ji shledal jako poddimenzovanou, takže se v roce 2013 musela nainstalovat další pumpa, která má výkon 100 m³/den.[8]

### Jezero Kivu
Kivu je s rozlohou 2700 km² osmé největší jezero v Africe. Nachází ve východní části světadílu mezi Rwandou a Konžskou demokratickou republikou. Jeho okolí je v porovnáním s Nyosem a Monounem mnohem více zalidněné, přičemž na březích žije přes dva miliony obyvatel. Spodní vrstva jezera sice ještě nedosáhla nebezpečně úrovně nasycení oxidem uhličitým. Případná limnická erupce by potenciálně mohla zabít stovky tisíc lidí. Vzhledem k velikosti jezera Kivu a objemu nashromážděného plynu, by realizace vodních pump k účinnému řízenému odplyňování byla drahá.

### Související stránky
- Studený gejzír
- Přírodní katastrofa